# Festival du cinéma américain de Deauville 2014
Le Festival du cinéma américain de Deauville 2014, la 40e édition du festival, a eu lieu du 5 au 14 septembre 2014.
Le jury est présidé par le réalisateur Costa-Gavras,.

## Jurys
Pour la 40e édition, le jury est composé d'anciens présidents de jury, à l'exception de Marie-Claude Pietragalla.
Jury
- Costa-Gavras (président du jury), réalisateur  Grèce  France
- Jean-Pierre Jeunet, réalisateur et scénariste  France
- Claude Lelouch, réalisateur et scénariste  France
- Pierre Lescure, homme d'affaires  France
- Vincent Lindon, acteur  France
- Marie-Claude Pietragalla, chorégraphe  France
- André Téchiné, réalisateur et scénariste  France

Jury Révélation Cartier
- Audrey Dana (présidente du jury), actrice et réalisatrice  France
- Anne Berest, romancière et scénariste  France
- Lola Bessis, actrice  France
- Christine and the Queens, chanteuse et auteur-compositrice  France
- Freddie Highmore, acteur  Royaume-Uni
- Clémence Poésy, actrice  France

## Sélection

### En compétition
- A Girl Walks Home Alone at Night de Ana Lily Amirpour  États-Unis  Iran
- The Good Lie de Philippe Falardeau  États-Unis
- I Origins de Mike Cahill  États-Unis
- It Follows de David Robert Mitchell  États-Unis
- Jamie Marks Is Dead de Carter Smith  États-Unis
- Juillet de sang (Cold in July) de Jim Mickle  États-Unis
- Love Is Strange de Ira Sachs  États-Unis
- Sous l'aile des anges (The Better Angels) de A. J. Edwards  États-Unis
- Things People Do de Saar Klein  États-Unis
- Un homme très recherché (A Most Wanted Man) de Anton Corbijn  États-Unis  Allemagne
- Uncertain Terms de Nathan Silver  États-Unis
- War Story de Mark Jackson  États-Unis
- Whiplash de Damien Chazelle  États-Unis
- White Bird (White Bird in a Blizzard) de Gregg Araki  États-Unis[4]

### Premières
- Alex of Venice de Chris Messina  États-Unis
- Avant d'aller dormir (Before I Go to Sleep) de Rowan Joffé  États-Unis
- Chef de Jon Favreau  États-Unis
- Daddy Cool (Infinitely Polar Bear) de Maya Forbes  États-Unis
- Deepsea Challenge 3D : L'Aventure d'une vie de John Bruno, Andrew Wight et Ray Quint  États-Unis
- Get on Up de Tate Taylor  États-Unis
- The Guard (Camp X-Ray) de Peter Sattler  États-Unis
- Land Ho! de Martha Stephens et Aaron Katz  États-Unis
- Légendes vivantes (Anchorman 2: The Legend Continues) de Adam Mckay  États-Unis
- Les Boxtrolls (The Boxtrolls) de Anthony Stacchi et Graham Annable  États-Unis
- Les Recettes du bonheur (The Hundred-Foot Journey) de Lasse Hallström  États-Unis
- Magic in the Moonlight de Woody Allen  États-Unis
- Pasolini de Abel Ferrara  États-Unis
- Sin City : J'ai tué pour elle (Sin City: A Dame to Kill For) de Robert Rodriguez et Frank Miller  États-Unis
- The Disappearance of Eleanor Rigby: Them de Ned Benson  États-Unis[5]

### Premières - Hors compétition
- Les Recettes du bonheur (The Hundred-Foot Journey) – Lasse Hallström

### Les docs de l'Oncle Sam
- Last Days in Vietnam de Rory Kennedy  États-Unis
- Life Itself de Steve James  États-Unis
- National Gallery de Frederick Wiseman  États-Unis  France
- Red Army de Gabe Polsky  États-Unis  Russie
- The Go-Go Boys de Hilla Medalia  France  Israël[6]

### Hommages

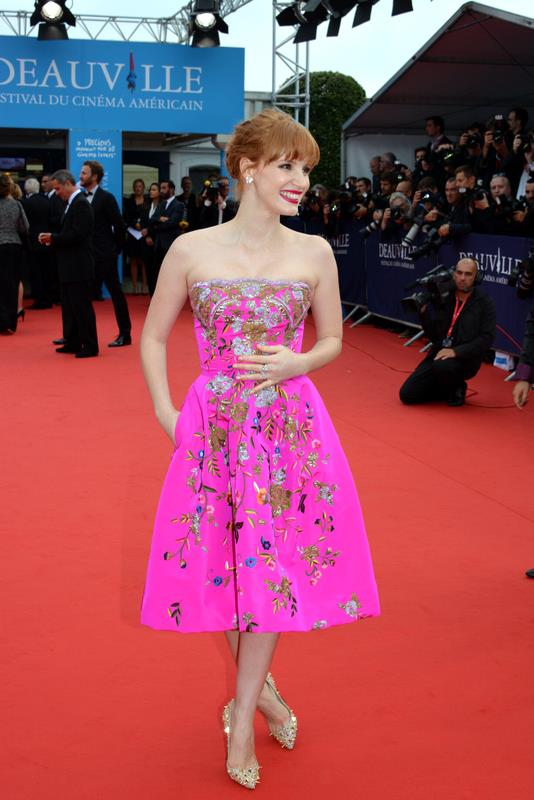
Jessica Chastain.

- James Cameron, réalisateur (absent du festival)
- Jessica Chastain, actrice
- Will Ferrell, acteur, scénariste, producteur
- Brian Grazer, producteur, scénariste
- Ray Liotta, acteur, producteur
- John McTiernan, réalisateur, producteur[7]

### Deauville, saison 5
- The Strain de Guillermo Del Toro et Chuck Hogan  États-Unis[8]

## Palmarès
- Grand prix : Whiplash de Damien Chazelle[9]
- Prix du jury : The Good Lie de Philippe Falardeau
- Prix de la critique internationale : It Follows de David Robert Mitchell
- Prix de la Révélation Cartier : A Girl Walks Home Alone At Night de Ana Lily Amirpour
- Prix du public : Whiplash de Damien Chazelle
- Prix spécial pour le 40e anniversaire : Things People Do de Saar Klein
- Prix Michel-d'Ornano : Elle l'adore de Jeanne Herry

## Invités de marque

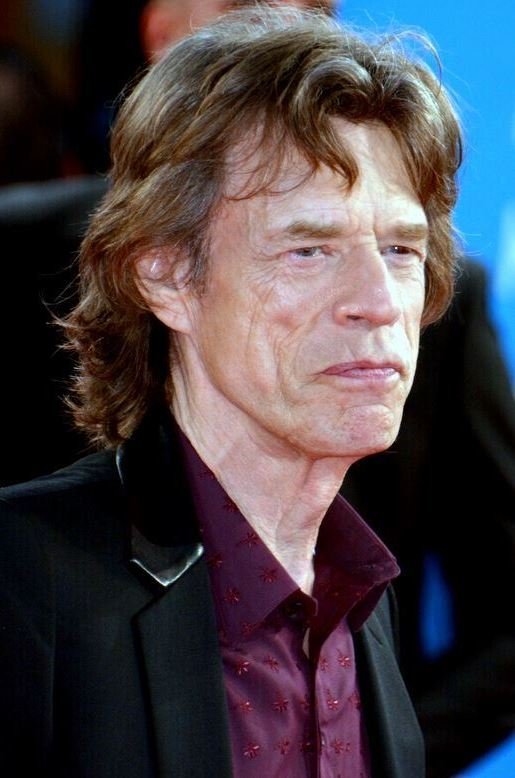
Mick Jagger.

- Mick Jagger, coproducteur de Get On Up
- Pierce Brosnan, pour The November Man
- Helen Mirren
- Jon Favreau...